# Егон Маєр
Егон Маєр (нім. Egon Mayer; нар. 19 серпня 1917, Констанц, Баден — пом. 2 березня 1944, поблизу Монмеді, Лотарингія) — німецький військовий льотчик-ас за часів Третього Рейху, протягом Другої світової війни здійснив 353 бойових вильотів, в ході яких здобув 102 перемоги в повітряних боях, у тому числі 26 над 4-х моторними бомбардувальниками, 51 над «Спітфайрами» та 12 над P-47. Оберст-лейтенант (1944) Люфтваффе. Кавалер Лицарського хреста Залізного хреста з Дубовим листям та Мечами (1944, посмертно).

## Біографія
В 1937 році вступив в люфтваффе. Пройшов льотну підготовку і був зарахований в резерв. З початком Другої світової війни призваний в люфтваффе і 6 грудня 1939 року направлений на службу в 1-у групу 2-ї винищувальної ескадри «Ріхтгофен». У складі 6-ї ескадрильї брав участь у Французькій кампанії. Свою першу перемогу здобув 13 червня 1940 року, збивши французький винищувач. 1 серпня 1940 року направлений на навчання в училище винищувальної авіації у Вернойхені, а у вересні 1940 року повернувся в свою ескадру і призначений командиром 3-ї ескадрильї. 19 серпня 1942 року збив свій 50-й літак. З листопада 1942 року — командир 3-ї групи своєї ескадри, дислокованої у Франції. 23 листопада 1942 року збив свій перший 4-моторний бомбардувальник В-17 (цього дня він збив 2 В-17 і 1 В-24). З 1 липня 1943 року — командир 2-ї винищувальної ескадри. 6 вересня 1943 року протягом 19 хвилин збив 3 4-моторні бомбардувальники, а 5 лютого 1944 року кількість його перемог досягла 100. Загинув, коли його літак був збитий американськими Р-47.
Військова кар'єра
- 1 листопада 1937 — фанен-юнкер
- 1 серпня 1939 — лейтенант резерву
- 1940 — обер-лейтенант
- 1941 — гауптман
- 1942 — майор
- 1944 — оберст-лейтенант